# Nowosady
Nowosady è un villaggio nel distretto amministrativo di Gmina Hajnówka, all'interno di Distretto di Hajnówka, Voivodato della Podlachia, nel nord-est Polonia, vicino al confine con la Bielorussia. Si trova a circa 7 chilometri nord-est da Hajnówka e 47 km (29 mi) a sud-est dal capoluogo regionale, Białystok.

## Storia
Il villaggio fu fondato all'inizio del XVIII secolo. Nel 1786 vivevano soltanto 93 abitanti, nel 1861 il numero crebbe a 300 abitanti e nel 1911 la popolazione raggiunse i 470 abitanti.